# Alexandre Dumas
Alexandre Dumas oče, francoski pisatelj, * 24. julij 1802, Villers-Cotterêts, Francija - † 5. december 1870, Puys, Seine-Maritime.

## Življenje
Rodil se je leta 1802 pri Villers-Cotterets v Franciji, umrl pa je leta 1870 pri Puys, blizu Dieppe. Bil je prvi in edini otrok francoskega generala Thomasa-Alexandra Dumasa in Marie-Louise Élisabeth Labouret. Njegov oče je umrl, ko je Dumas imel komaj štiri leta. Tako je zanj skrbela le mati, ki pa sama ni zmogla plačevati šolanja. Zato mu je kupovala razne knjige in s tem je Alexandre pridobil besedni zaklad, hkrati pa se je navdušil nad herojskimi in vojaškimi zgodbami svojega očeta, ki mu jih je pripovedovala mati.
Ko je dopolnil petindvajset let, se je preselil v Pariz in se zaposlil v Palasis Royal. 1. februarja 1840 se je poročil s francosko igralko Marguerite-Joséphine Ferrand, s katero ni imel nobenega otroka. Imel pa je štiri nezakonske otroke, sina je poimenoval po sebi (Alexandre Dumas sin). V Parizu je začel pisati razne članke za časopise in gledališke igre, v katerih je tudi sam nastopal. Po uspešnih gledaliških igrah pa je začel pisati romane, predvsem zgodovinske in herojske.

## Delo
Njegova najbolj znana dela so: 
- Grof Monte Cristo,
- Trije mušketirji,
- Dvajset let pozneje,
- Mož z železno masko,
- Črni tulipan.